# Xovinisme
S'anomena xovinisme la creença narcisista pròxima a la paranoia i la mitomania que allò propi del país és el millor en qualsevol aspecte. El nom prové de la comèdia francesa La cocarde tricolore dels germans Cogniard, on un personatge amb el nom Nicolas Chauvin, personifica un patriotisme (francès) exagerat.
El xovinisme resulta un raonament fals o paral·lel a la lògica, una fal·làcia de tipus etnocèntric. En retòrica constituïx un dels arguments falsos anomenats ad hominem, i servix per a persuadir a partir dels sentiments, en compte de l'ús de la raó. Com a tal sovint s'utilitza per part dels polítics per a persuadir les masses. Va tenir un fort desenvolupament amb la creença del romanticisme en els "caràcters nacionals" o volkgeist. Amb tot, ja a l'antiga Grècia hi havia la burla a qui creia que la lluna d'Atenes era millor que la d'Efes. Psicològicament, això no obstant, es tracta d'un sistema delirant que amaga un sentiment neuròtic d'inferioritat en forma paranoica (en la seua manifestació de deliri de grandesa) molt assentat en la naturalesa humana. Sol considerar-se com un senyal de nacionalisme i com a tal sol anar acompanyat de la mania persecutòria de culpar altres del pitjor que es puga trobar en la nació d'un. Erich Fromm i Léon Poliakov han estudiat les manifestacions més perverses i perilloses del xovinisme, que poden anar associades a ideologies totalitàries, xenòfobes i racistes.

## Font
- Leon Poliakov, Le Mythe aryen. Essai sur les sources du racisme et des nationalismes, Paris, Calmann-Lévy, 1971; última ed. de bolsillo, Paris, Presses-Pocket, 1994.
- Jon Juaristi, El bosque originario, 2000.
- Erich Fromm, El miedo a la libertad, 1941.
- José Ortega y Gasset, La rebelión de las masas, 1929.
- Gérard de Puymège, Chauvin, le soldat-laboureur. Contribution à l'étude des nationalismes, Paris, Gallimard, 1993.
- Bonnet X, Shine R, Lourdais O (2002) Taxonomic chauvinism. Trends Ecol Evol 17: 1–3.
- Pawar S (2003) "Taxonomic chauvinism and the methodologically challenged". BioScience 53: 861–864.